# سودابه مرادیان
سودابه مرادیان (زاده ۲۱ آذر ۱۳۵۱ در تهران) کارگردان، تدوین‌گر و مستندساز ایرانی است. او دانش آموختهٔ کارشناسی سینما در دانشکده سینما و تئاتر دانشگاه هنر تهران و کارشناسی ارشد فیلم از دانشگاه کل ارتس ایالات متحده آمریکا است. وی همچنین چند اثر سینمایی، ویدئویی و مستند در کارنامهٔ کاری خود دارد و در چندین جشنوارهٔ داخلی و خارجی شرکت کرده و جوایزی به‌دست آورده است.
فیلم‌های او عمدتاً به موضوع زنان، مسایل اجتماعی و اثرات روانی جنگ می‌پردازند. او در سال‌های ۱۳۸۸–۱۳۸۷ نایب رئیس انجمن مستندسازان سینمای ایران بود. او در کنار فیلمساری به کار تدریس سینما در مدارس مختلف امریکا نیز اشتغال دارد. مدارسی چون Art Institute of California در شهر سن برناردینو، College of the Canyons در شهر سانتاکلاریتای کالیفرنیا و Columbia College Hollywood در لوس آنجلس. سودابه مرادیان در حال حاضر استادیار دانشگاه سیراکیوز نیویورک است و رشته های مختلف فیلمسازی را تدریس می کند. .

## زندگی
سودابه مرادیان در ۲۱ آذر ۱۳۵۱ در تهران به‌دنیا آمد. در سال ۱۳۷۴ از دانشکدهٔ سینما تئاتر گرایش تدوین فارغ‌التحصیل شد. نخستین فیلم خود را با نام قافله‌سالار در سال ۱۳۷۴ ساخت. سال ۱۳۸۸ به کشور آمریکا مهاجرت نموده و به فعالیت فیلم‌سازی در این کشور ادامه داد. سودابه مرادیان در سال ۱۳۹۴ کارشناسی ارشد خود را در رشته «فیلم و ویدئو» از دانشگاه کل آرتس یا مؤسسه هنرهای کالیفرنیا که بنیانگذارش والت دیزنی است، گرفته‌است.
از کارهای مطرح او می‌توان به مستند «ماشین روز قیامت»، مجموعه «روزانه‌های ایران» برای شبکه آرته فرانسه و مستندهای «مهین» و «قصه خاک سوخته» اشاره کرد. او از سال ۱۳۷۶ تا ۱۳۸۱، چندین مجموعهٔ تلویزیونی شامل هفتاد مستند کوتاه دربارهٔ زنان روستاهای سراسر ایران کارگردانی کرد که بسیاری از آن‌ها از شبکه‌های سیما پخش شد.
سودابه مرادیان اولین فیلم بلند سینمایی خود را با نام پولاریس در سال ۱۳۹۴ در کشور آمریکا نویسندگی و کارگردانی کرد. در این فیلم بهرام رادان، آلیتسیا باخلدا-تسروش، الیزابت رم و کوبی رایان مک لافلین بازی کردند.
وی هم‌چنین در ایران عضو هیئت داوری هیجدهمین جشنواره بین‌المللی فیلم کوتاه تهران، عضو هیئت داوران انتخاب بهترین مستند در جشن خانه سینما در سال‌های ۱۳۸۱ و ۱۳۸۴، عضو هیئت انتخاب جشنواره فیلم باران در سال ۱۳۸۲ و مدیر اجرایی اولین کارگاه آموزش تخصصی مستندسازی در سال ۱۳۸۵ خورشیدی بوده‌است.
او با آثاری همچون «مهین»، «قصه خاک سوخته» و «ماشین روز قیامت» در جشنواره‌های گوناگونی حضور داشته‌است که از آن میان، می‌توان به حضور در ششمین هفته سینمای تجربی مادرید- اسپانیا، جشنواره فیلم کوتاه هامبورگ آلمان، درسدن آلمان، ابنزه اتریش، برن جمهوری چک، جشنواره بین‌المللی حقوق بشر اسکاتلند، جشنواره فیلمهای ایرانی لندن، بیستمین جشنواره فجر و هفدهمین جشنواره فیلم کوتاه تهران اشاره کرد.
از فعالیتهای دیگر او می توان به داوری در دو دوره NYSCA/NYFA Artist Fellows (New York Foundation for the Arts) ، داوری فیلمهای بلند در جشنواره فیلمهای یونانی لوس آنجلس  و فستیوال بین المللی فیلم سیراکیور اشاره کرد.

## گزیدهٔ آثار
سودابه مرادیان علاوه بر موارد ذیل، مابین سال‌های ۱۳۸۲ تا ۱۳۸۵ خورشیدی، در ساخت مستندهای آموزشی برای پژوهشگاه بین‌المللی زلزله شناسی، وزارت بهداشت، سازمان نظام پرستاری، ایران خودرو، شرکت متروی تهران مشارکت داشته‌است.

### سینما
| سال       | نام                        | سمت                        |  | کارگردان                    | توضیحات                    |  |  |
| ۱۴۰۳      | پری دریایی                 | نویسنده، کارگردان، تدوین‌گر |  | سودابه مرادیان              | تولید آمریکا               |  |  |
| ۱۳۹۷      | پولاریس (فیلم)             | نویسنده، کارگردان          |  | سودابه مرادیان              | تولید مشترک آمریکا و ایران |  |  |
| ۱۳۹۳      | صدای خاموش                 | حضور در فیلم               |  | مونا زندی، نغمه ثمینی       | نمایش مستند در ژاپن        |  |  |
| ۱۳۹۳      | من دیروز به‌دنیا آمدم!      | نویسنده، کارگردان، تدوین‌گر |  | سودابه مرادیان              |                            |  |  |
| ۱۳۹۲      | شهر سوخته                  | نویسنده، کارگردان، تدوین‌گر |  | سودابه مرادیان              |                            |  |  |
| ۱۳۸۸–۱۳۸۴ | ماشین روز قیامت            | نویسنده، کارگردان، تدوین‌گر |  | سودابه مرادیان              |                            |  |  |
| ۱۳۸۷      | The Outspoken: Los Angeles | تهیه‌کننده، تدوین‌گر         |  | دیوید بیانکی                |                            |  |  |
| ۱۳۸۶      | Voices Against Them        | کارگردان، تدوین‌گر          |  | سودابه مرادیان دیوید بیانکی | تهیه‌شده توسط شبکه «العالم» |  |  |
| ۱۳۸۲      | آفتابگردان‌های وحشی         | تدوین‌گر                    |  | نورمحمد عاشوری‌نسب           |                            |  |  |
| ۱۳۸۰      | قصه خاک سوخته              | کارگردان، تدوین‌گر          |  | سودابه مرادیان              |                            |  |  |
| ۱۳۷۸      | مهین                       | نویسنده، کارگردان          |  | سودابه مرادیان              |                            |  |  |
| ۱۳۷۴      | قافله‌سالار                 | نویسنده، کارگردان، تدوین‌گر |  | سودابه مرادیان              |                            |  |  |

### تلویزیون
| سال       | نام                      | سمت                          | کارگردان                  | توضیحات                         |
| --------- | ------------------------ | ---------------------------- | ------------------------- | ------------------------------- |
| ۱۳۸۹      | همراه ایرانیان           | تهیه‌کننده،کارگردان، تدوین‌گر  | گروه کارگردانان           | برخی اپیزودها                   |
| ۱۳۸۸      | روزانه‌های ایران          | تهیه‌کننده،کارگردان، تدوین‌گر  | سودابه مرادیان            | برای شبکهٔ تلویزیونی آرته فرانسه |
| ۱۳۸۲      | نام من فرداست            | نویسنده، کارگردان، تدوین‌گر   | سودابه مرادیان            | بخش‌های داستانی مجموعه           |
| ۱۳۸۱      | زنانی از روستا (سری دوم) | تهیه‌کننده، کارگردان          | سودابه مرادیان            |                                 |
| ۱۳۸۰      | سبز و عاشق               | تهیه‌کننده، کارگردان، تدوین‌گر | سودابه مرادیان            |                                 |
| ۱۳۷۹      | Nexus                    | کارگردان                     | سودابه مرادیان امیر پوریا | شبکه تلویریونی «سحر»            |
| ۱۳۷۶      | زنانی از روستا (سری اول) | تهیه‌کننده، کارگردان          | سودابه مرادیان            |                                 |
| ۱۳۷۶      | باران برای بقا           | تهیه‌کننده، کارگردان          | سودابه مرادیان            |                                 |
| ۱۳۷۴      | آخرین بازمانده           | بازیگر                       | مهدی قاسمی                | در نقش «رویا» / شبکه ۲          |
| ۱۳۷۲–۱۳۷۳ | باغ گیلاس                | بازیگر                       | مجید بهشتی                | در نقش «مریم» / شبکه ۱          |
| ۱۳۷۱      | تابستانی سرشار از محبت   | بازیگر                       | عباس رنجبر                | شبکه ۱                          |

## جوایز و افتخارها
- برنده نشان ریفریم در سال ۲۰۲۰ برای فیلم پولاریس [۱۲]
- برنده جایزه بهترین فیلم بلند از فستیوال فیلم کالورسیتی لوس آنجلس برای فیلم سینمایی «پولاریس»
- نامزد دریافت جایزه بهترین فیلم و بهترین کارگردانی از جشنواره فیلم زنان کالیفرنیا برای فیلم سینمایی «پولاریس»
- نامزد دریافت جایزه بهترین مستند از فستیوال DOCSDF مکزیک برای فیلم «ماشین روز قیامت»[۱۳]
- برنده دیپلم افتخار از جشنواره پروین اعتصامی برای فیلم «ماشین روز قیامت»[۱۴]
- برنده دیپلم افتخار از جشنواره فیلمهای ایرانی در آمریکایی شمالی ونکوور برای فیلم «مهین»[۵]
- برنده دیپلم افتخار از سازمان سینمایی دفاع مقدس در جشنواره کیش برای فیلم «مهین»[۱۵]
- برنده جایزه برنز از Spotlight Documentary Film Award ایالات متحده آمریکا برای فیلم «من دیروز به دنیا آمدم!»[۱۶]
- برنده جایزه بهترین مستند کوتاه از Barcelona Planet Film Festival اسپانیا برای فیلم «من دیروز به دنیا آمدم!»[۱۷]
- برنده جایزه بهترین مستند از European Film Festival روسیه برای فیلم «من دیروز به دنیا آمدم!»[۱۸]